# Neil Levang
Neil Levang était un musicien américain, rendu populaire grâce à sa participation à l'émission de télé The Lawrence Welk Show et à sa reprise du morceau Ghost Riders In The Sky.

## Compositeur de musique de films
Neil Levang a contribué à la réalisation de nombreuses musiques de film :
- All the President's Men
- The Apple Dumpling Gang
- At Long Last Love
- Barefoot in the Park
- Beyond the Valley of the Dolls
- Bless the Beasts and the Children
- Blue Hawaii
- California Suite
- Charlotte's Web
- Dead Again
- Dick Tracy
- Emperor of the North
- For Pete's Sake
- Friday Foster
- Goin' South
- Good Morning, Vietnam
- Hardcore
- Herbie Goes Bananas
- Herbie Goes to Monte Carlo
- Hooper
- Hot Lead and Cold Feet
- Huckleberry Finn
- Hustle
- I'll Take Sweden
- The Last Hard Men
- The Life and Times of Judge Roy Bean
- Live a Little, Love a Little
- The Man Who Loved Cat Dancing
- Nickelodeon
- Paint Your Wagon
- Pajama Party
- Pennies from Heaven
- Pete's Dragon
- Rosemary's Baby
- Smokey and the Bandit
- Sophie's Choice
- Thank God It's Friday
- Tony Rome
- True Grit
- Twice Upon a Time
- Zorro, The Gay Blade